# István Molnár (Diplomat)
István Miklós Molnár (* 9. Oktober 1928 in Komárom; † 30. November 2012 im XII. Budapester Bezirk „Hegyvidék“, Budapest) war ein Diplomat und Offizier in der Volksrepublik Ungarn, der unter anderem von 1969 bis 1974 außerordentlicher und bevollmächtigter Botschafter in Indonesien, zwischen 1974 und 1980 stellvertretender Generalsekretär des Weltbundes der Ungarn MVSZ (Magyarok Világszövetsége) sowie von 1980 bis 1984 Botschafter in Australien war.

## Leben

### Studium, Maschinenbauingenieur und Eintritt in die Staatsschutzbehörde ÁVH
István Miklós Molnár, Sohn von Teréz Mészáros, begann nach dem Schulbesuch ein Studium des Maschinenbaus an der Technischen Universität Budapest und schloss dieses 1952 ab. Bereits während des Studiums war er von 1950 bis 1952 als Techniker in der Produktionsabteilung im Fahrzeugwerk Csepel tätig und danach von Februar bis Mai 1952 als Entwicklungsingenieur beim Institut für Fahrzeugentwicklung JÁFI (Járműfejlesztési Intézet), ehe er zwischen Mai und Juni 1952 kurzzeitig Entwicklungsingenieur in der Auto- und Traktorteilefabrik ATRA (Autó- és Traktor Alkatrész Gyár) war. Während seiner anschließenden Tätigkeit von Juni bis November 1952 als stellvertretender Leiter der Abteilung Produktionstechnologie bei den Metallwerken Mátrvidékiwurde er als Leutnant (Hadnagy) bereits der Unterabteilung I/4-a der Staatsschutzbehörde ÁVH (Államvédelmi Hatóság) unterstellt.
Nachdem er von November 1953 bis zum 14. Dezember 1954 die Einsatzschule des Ministeriums für Staatssicherheit der UdSSR besucht hatte, war er vom 15. Dezember 1953 bis Januar 1956 in verschiedenen Funktionen im Innenministerium (Belügyminisztérium) in den Unterabteilungen BM II/A und BM II/F sowie in der Abteilung BM II/3 Aufklärung (Hírszerzés) tätig. Während dieser Zeit wurde er 1955 zum Oberleutnant (Főhadnagy) befördert.

### „Diplomat“ in den USA und in Vereinigten Königreich sowie Rückkehr ins Innenministerium
Molnár wurde von Januar bis zum 17. Dezember 1956 als Attaché an die Botschaft in den USA versetzt, war dort aber tatsächlich in dieser Zeit Mitarbeiter der Residenz des Geheimdienstes. Nach seiner Rückkehr war er einige Zeit offiziell Mitarbeiter des technischen Unternehmens Qualitas Műszaki Vállalat und im Innenministerium der Unterabteilung BM II/3-T sowie nach seiner Beförderung zum Hauptmann (Százados) zuletzt zwischen dem 1. Mai 1959 und Juni 1960 Leiter der Unterabteilung BM II/3-F. Im Juni 1960 wechselte er wiederum ins Außenministerium (Külügyminisztérium) und wurde der Botschaft im Vereinigten Königreich zugeordnet, an der er zunächst technisch-wissenschaftlicher Attaché und Zweiter Sekretär sowie von 1963 bis Juli 1965 Erster Sekretär sowie zeitweiliger Geschäftsträger war. Tatsächlich gehörte er in dieser Zeit aber wiederum als Mitarbeiter der dortigen Residenz des Geheimdienstes an und war zuletzt vom 1. August 1964 bis zum 15. Juli 1965 stellvertretender Leiter der Residenz, wobei er in dieser Zeit am 1. November 1963 auch zum Major (Őrnagy) befördert wurde.
Nach seiner Rückkehr wurde er Mitarbeiter der zur Abteilung BM III/I-1 Geheimdienste gegen die USA und internationale Organisationen (Hírszerzés az USA és nemzetközi szervezetek ellen) gehörenden Unterabteilung BM III/I-1-B und war in dieser zunächst deren stellvertretender Leiter, dann kommissarischer Leiter sowie zuletzt vom 15. Juli 1966 bis zum 31. Juli 1967 Leiter dieser Unterabteilung. Seit dem 1. August 1967 wurde er bis zum 31. Mai 1984 in verschiedenen Abteilungen der Gruppe  BM III/I Aufklärung (Hírszerzés) in der Liste der sogenannten „streng geheimen Staatssicherheitsbeamten“ SZT (Szigorúan titkos állományú állambiztonsági tisztek) geführt, eine Kategorie des professionellen Personals der ungarischen Geheimdienste, die in verdeckter Funktion operierten, und am 1. März 1968 als offizieller Mitarbeiter aus dem Archiv des Innenministeriums gelöscht.

### Botschafter in Indonesien, stellvertretender Generalsekretär des Weltbundes der Ungarn sowie Botschafter in Kanada
Nachdem er von 1967 bis zum 30. Juni 1969 offiziell als Leiter der Abteilung für internationale Beziehungen des Nationalen Komitees für technische Entwicklung OMFB (Országos Műszaki Fejlesztési Bizottság) fungierte, wurde er am 15. August 1969 wieder ins Außenministerium versetzt. Er übernahm im September 1969 den Posten als Botschafter in Indonesien und hatte diesen bis zum 24. April 1974 inne. Obwohl die Leiter von Botschaften und Handelsvertretungen nicht für die Arbeit für den Geheimdienst rekrutiert werden durften, gab es jedoch viele von ihnen, die zuvor im Nachrichtendienst gearbeitet hatten und von dort den Posten eines Botschafters oder Botschafters erreichten, als sie – zumindest formal – ihre Verbindung abbrachen mit dem Geheimdienst, vor allem, um im Falle einer Ergreifung einen großen diplomatischen Skandal zu vermeiden. Während dieser Zeit wurde er am 13. November 1969 zum Oberstleutnant (Alezredes) befördert und absolvierte ferner 1971 die Parteihochschule der Ungarischen Sozialistischen Arbeiterpartei MSZMP (Magyar Szocialista Munkáspárt). Anschließend fungierte er zwischen 1. September 1974 und dem April 1980 als stellvertretender Generalsekretär des Weltbundes der Ungarn MVSZ (Magyarok Világszövetsége) und schloss in dieser Zeit 1976 ein Studium im Hauptfach Volkswirtschaftslehre an der Marxismus-Leninismus-Abenduniversität ab. Ferner war er 1977 Absolvent eines dreimonatigen Führungslehrgangs an der Hochschule der Polizei (Rendőrtiszti Főiskola).
Im Januar 1980 übernahm István Molnár von Zsigmond Kázmér den Posten als außerordentlicher und bevollmächtigter Botschafter in Australien und verblieb auf diesem Posten bis Mai 1984, woraufhin Pál Ipper ihn ablöste. Er war zugleich zwischen 1980 und 1984 als Botschafter in Neuseeland akkreditiert. Nach seiner Rückkehr war er als SZT-Offizier noch vom 1. Juni 1984 bis zum 31. Januar 1985 Leiter der Abteilung BM III/I-11 Nachrichtendienste in Drittländern und auf inländischer Basis (Hírszerzés harmadik országokban és hazai bázison) und trat daraufhin in den Ruhestand.